# Sebastián Rulli
Sebastián Rulli (Buenos Aires, Argentína, 1975. július 6. –) argentin-mexikói színész, modell.

## Magánélete
2007-ben feleségül vette Cecilia Gallianót, egy fiuk született 2010-ben, aki a Santiago nevet kapta. 2011-ben elváltak. 2012-től 2013-ig Aracely Arámbula színésznővel élt együtt. Jelenlegi párja Angelique Boyer.

## Telenovellák
| Év          | Eredeti cím                          | Magyar cím                      | Szerepnév                                      | Magyar hang   |
| ----------- | ------------------------------------ | ------------------------------- | ---------------------------------------------- | ------------- |
| 1995        | Montaña rusa, otra vuelta            |                                 | Ignacio                                        |               |
| 1997        | Locas por ellos                      |                                 | Jhonny                                         |               |
| 1998        | Naranja y media                      |                                 | Sebastián                                      |               |
| 1998        | Verano del 98                        | Végtelen nyár                   | Willy                                          |               |
| 2000        | Primer amor... a mil por hora        | Első szerelem                   | Mauricio                                       | Moser Károly  |
| 2001        | Sin pecado concebido                 |                                 | Marco Vinicio Martorel Hernández               |               |
| 2002-2003   | Clase 406                            |                                 | Juan Esteban San Pedro                         |               |
| 2004        | Rubí                                 | Rubí, az elbűvölő szörnyeteg    | Héctor Ferrer Garza                            | Viczián Ottó  |
| 2004        | Alegrijes y rebujos                  |                                 | Rogelio Díaz Mercado                           |               |
| 2005        | Tres                                 |                                 | Virgilio                                       |               |
| 2005        | Contra viento y marea                | A vadmacska új élete            | Sebastián Cárdenas Contreras                   | Rajkai Zoltán |
| 2006        | Mundo de fieras                      |                                 | Juan Cristóbal Martínez Guerra                 |               |
| 2006        | Ugly Betty                           |                                 | Padre Pedro                                    |               |
| 2007        | Pasión                               |                                 | Santiago Márquez / Santiago Mancera            |               |
| 2008 - 2009 | Un gancho al corazón                 |                                 | Mauricio Sermeño                               |               |
| 2010        | Cuando me enamoro                    | Időtlen szerelem                | Roberto Gamba                                  | Szabó Máté    |
| 2010 - 2011 | Teresa                               | Teresa                          | Arturo de la Barrera Azuela                    | Tokaji Csaba  |
| 2012        | Amores verdaderos                    | Rabok és szeretők               | Francisco Guzmán Trejo 'Guzmancito'            | Tokaji Csaba  |
| 2013 - 2014 | Lo que la vida me robó               | Szerelem zálogba                | Alejandro Almonte Domínguez                    | Tokaji Csaba  |
| 2016        | Tres veces Ana                       | Ana három arca                  | Marcelo Salvaterra/Santiago Garcia             | Tokaji Csaba  |
| 2017-2018   | Papá a toda madre                    |                                 | Mauricio López-Garza                           |               |
| 2019-2020   | El Dragón: El regreso de un guerrero | El Dragón: Egy harcos visszatér | Miguel Garza                                   |               |
| 2021        | Vencer el pasado                     | A múlt börtönében               | Mauro Álvarez Llanos / Dario Valencia Grimaldi | Tokaji Csaba  |
| 2022        | Los ricos también lloran             | A gazdagság ára                 | Luis Alberto Salvatierra                       | Tokaji Csaba  |
| 2023        | Más allá de ti                       |                                 | David Salgado                                  |               |
| 2024-2025   | El extraño Retorno de Diana Salazar  |                                 | Mario Villarreal / Eduardo de Carvajal         |               |

## Díjak és jelölések

### Premios ACE
| Év   | Kategória                | Cím                  | Eredmény |
| ---- | ------------------------ | -------------------- | -------- |
| 2012 | Legjobb férfi főszereplő | Teresa               | Elnyerte |
| 2010 | Legjobb férfi főszereplő | Un gancho al corazón | Elnyerte |

### TVyNovelas-díj
| Év   | Kategória                    | Cím                  | Eredmény |
| ---- | ---------------------------- | -------------------- | -------- |
| 2018 | Legjobb férfi főszereplő     | Papá a toda madre    | Elnyerte |
| 2017 | Legjobb férfi főszereplő     | Ana három arca       | Elnyerte |
| 2015 | Legjobb férfi főszereplő     | Szerelem zálogba     | Elnyerte |
| 2014 | Legjobb férfi főszereplő     | Rabok és szeretők    | Jelölve  |
| 2011 | Legjobb férfi főszereplő     | Teresa               | Jelölve  |
| 2010 | Legjobb férfi főszereplő     | Un gancho al corazón | Jelölve  |
| 2008 | Legjobb férfi mellékszereplő | Pasión               | Jelölve  |

### Premios Bravo
| Év   | Kategória                | Cím    | Eredmény |
| ---- | ------------------------ | ------ | -------- |
| 2010 | Legjobb férfi főszereplő | Teresa | Elnyerte |

### People en Español-díj
| Év   | Kategória                          | Cím               | Eredmény |
| ---- | ---------------------------------- | ----------------- | -------- |
| 2013 | Legjobb férfi főszereplő           | Rabok és szeretők | Jelölve  |
| 2013 | Legjobb páros(Eiza Gonzálezzel)    | Rabok és szeretők | Jelölve  |
| 2011 | Legjobb férfi főszereplő           | Teresa            | Jelölve  |
| 2011 | Legjobb páros (Angelique Boyerrel) | Teresa            | Jelölve  |

### Premios Juventud
| Év   | Kategória     | Cím               | Eredmény |
| ---- | ------------- | ----------------- | -------- |
| 2014 | Milyen dögös! | Szerelem zálogba  | Jelölve  |
| 2013 | Milyen dögös! | Rabok és szeretők | Elnyerte |